# Tricentenaire de Québec

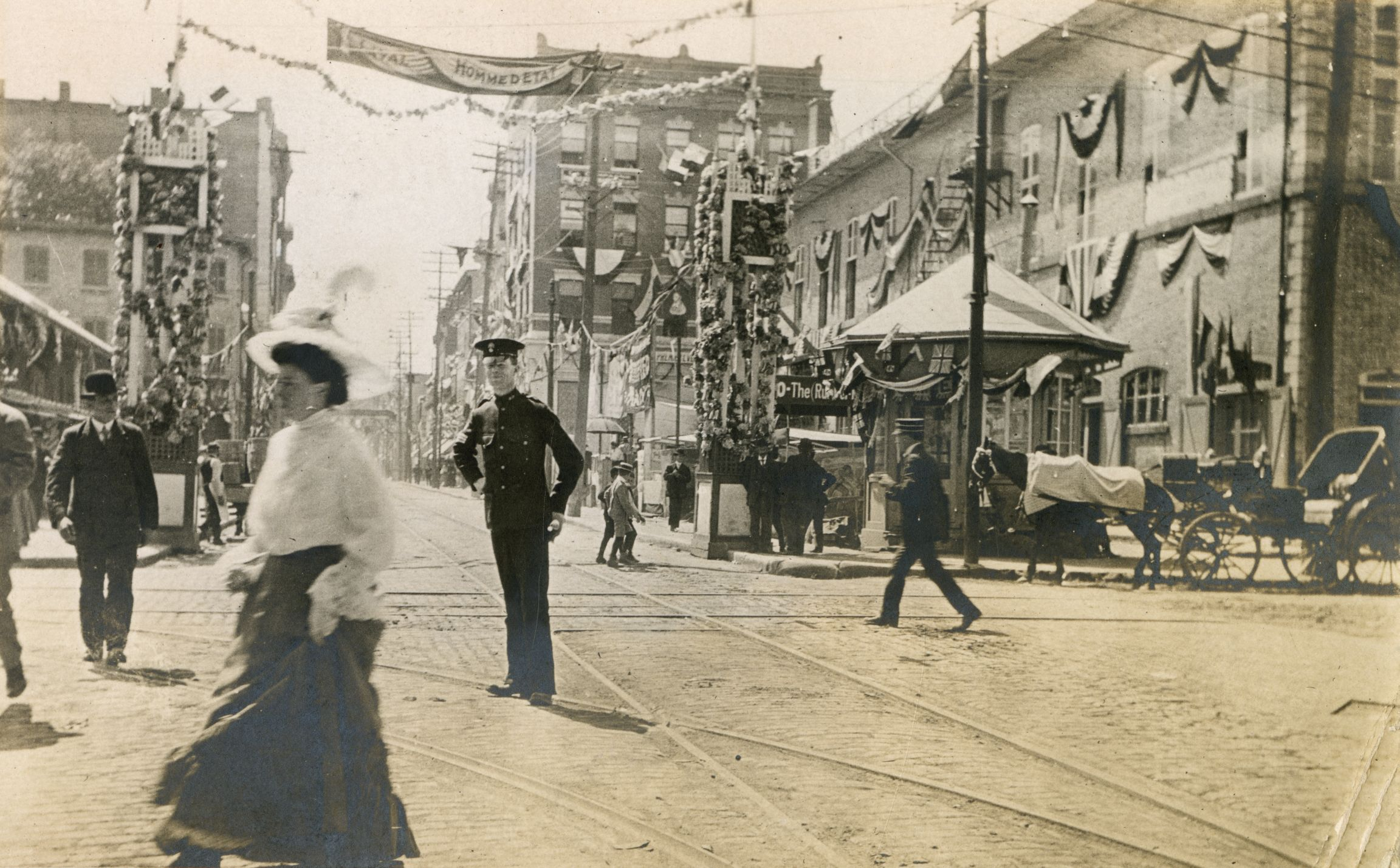
Rue décorée pour le tricentenaire de Québec

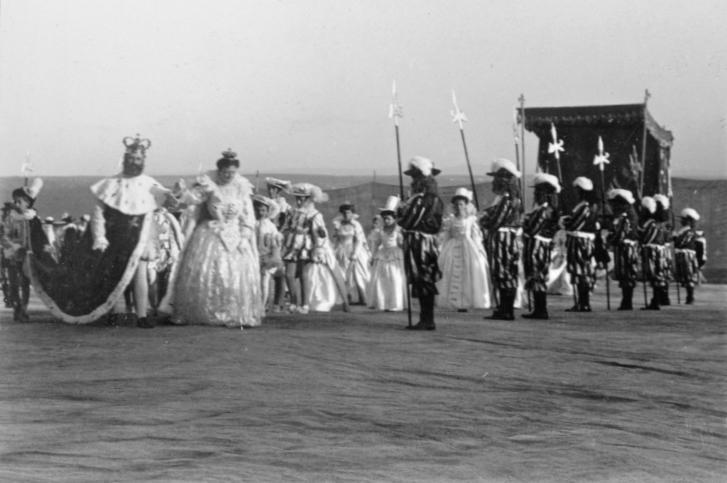
Henri IV et la reine Marie de Medicis quittant le trône, 1608 (reconstitution historique)

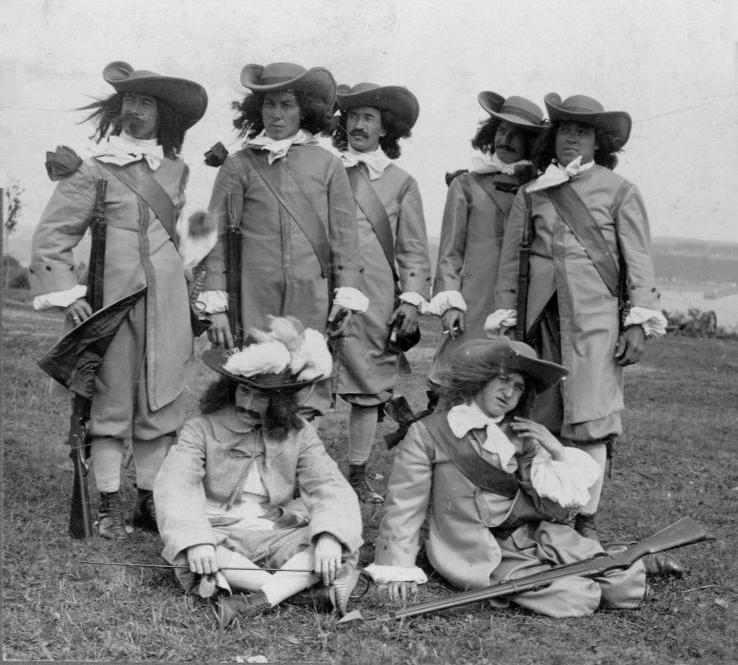
Les soldats de Montcalm
(reconstitution historique)

Le tricentenaire de Québec en 1908 a fait l'objet de fêtes dont le niveau n'avait jamais été égalé jusqu'alors dans la ville.

## Origines
L'idée avait été lancée par Honoré Julien Jean-Baptiste Chouinard, alors greffier de la ville, avec objectif de souligner la fondation de l'Empire français par Samuel de Champlain en 1608, mais aussi, pour rendre acceptable cette commémoration aux yeux de la communauté anglophone, avec l'objectif de fêter la Conquête de la Nouvelle-France de 1760 et l'harmonie entre les peuples conquérants et conquis, ainsi que la prospérité subséquente. Il apporte comme argument aux travaux de réfection nécessaires ceux que Jamestown a entrepris pour son propre trois centième anniversaire (1907). Le gouvernement fédéral de Wilfrid Laurier accorde une subvention de 300 000$, en exigeant que les célébrations soient reportées à 1909, pour les coordonner avec l'inauguration prévue du pont de Québec. Quand ce dernier s'écroule en 1907, on ramène les festivités à 1908.

## Célébrations
Les célébrations, qui s'étendent du 19 au 31 juillet, surtout centrées sur l'histoire militaire de Québec, ont alors obtenu la visite du Prince de Galles, le futur roi George V. Dans son édition du 24 juillet 1908, Le Soleil écrit que « plus de 18 000 hommes de troupe ont défilé devant le Prince de Galles : marins, fantassins, artilleurs, cavaliers ». Concerts, spectacles à grand déploiement, feux d'artifice et illuminations de la ville sont au programme. Des navires de guerre britanniques, français et américains mouillent à Québec. Des délégués d'Australie, de la Nouvelle-Zélande, de l'Afrique du Sud et de Terre-Neuve sont des célébrations. Le Ô Canada est entonné au même titre que le God save the KIng, devenant officieusement l'hymne national du Canada.
L'un des principaux legs durables fut l'aménagement du parc des Champs-de-Bataille (qui comprend les plaines d'Abraham) en un vaste parc urbain.

## Reconstitution historique
« Les festivités de 1908 culminèrent dans un grand pageant historique, qui rassembla plus de quatre mille figurants, somptueusement costumés, qui rejouèrent les épisodes clés de l'histoire du Canada ».
- 1er tableau : La bourgade d'Hochelaga, 19 octobre 1535
- 2e tableau : La bourgade de Stadaconé, 3 mai 1536
- 3e tableau : Enlèvement du chef indien Donnacona
- 4e tableau : 1536, Jacques Cartier, à la Cour de François Ier, rendant compte de sa découverte
- 5e tableau : Champlain recevant ses instructions d'Henri IV
- 6e tableau : 1620, Champlain à Québec
- 7e tableau : Arrivée des religieuses Hospitalières et Ursulines à Québec
- 8e tableau : La vénérable Marie de l'Incarnation et les Jésuites catéchisant les Sauvages
- 9e tableau : 1660, Dollard des Ormeaux et ses compagnons d'armes au Long-Sault
- 10e tableau : 1665, Mgr de Laval reçoit officiellement Monsieur de Tracy
- 11e tableau : Daumont de Saint-Lusson
- 12e tableau : Frontenac et le parlementaire de Phips
- 13e tableau : Grande parade d'honneur[6]